# Jack’s Mannequin
Jack’s Mannequin — американская рок-группа, основанная в 2004 году, из округа Ориндж, штат Калифорния. Изначально коллектив создавался как сольный проект Эндрю МакМэхона, фронтмена Something Corporate. Сначала у группы был контракт с лейблом Maverick Records, на котором был выпущен альбом Everything in Transit в августе 2005 года, достигнувший 37 места в чарте Billboard 200. Альбом The Glass Passenger был выпущен в 2008 году на лейбле Sire Records. За первую неделю было продано 49 000 копий, он достиг восьмого номера в Billboard 200. Третий альбом коллектива People and Things был выпущен 4 октября 2011 года. Вскоре после этого МакМэхон объявил, что прекращает выпускать музыка под именем Jack’s Mannequin, решив начать работу под собственным именем. Однако 30 ноября 2015 года МакМэхон объявил о воссоединении коллектива в честь десятилетия группы.

## История группы
Создание коллектива and Everything in Transit (2004—2007)
Эндрю МакМэхон начал музыкальную карьеру в качестве вокалиста и пианиста в группе Something Corporate. Первым импульсом к созданию сольного проекта Jack’s Mannequin стала песня, которую МакМэхон записал в декабре 2003 года под названием Locked Doors. Он чувствовал, что это композиция слишком отличается по стилю от материала Something Corporate, и решил, что если когда-нибудь выпустить его, то в рамках сольного проекта . В конце лета 2004 года Something Corporate решили сделать перерыв в творчестве.
МакМэхон начал писать свои собственные песни и не ожидал, что они когда-нибудь будут выпущены. Музыкант самостоятельно оплатил запись и выпуск композиций, что привело к заключению контракта с Maverick Records.
Новая группа МакМэхона получила название Jack’s Mannequin. Первый альбом коллектива под названием Everything in Transit вышел в августе 2005 года и получил положительные отзывы поклонников и критиков. В поддержку альбома был запланирован летний тур, однако он был отменен после того, как МакМэхону был поставлен диагноз «острый лимфобластный лейкоз». Ему была сделана пересадка стволовых клеток от своей сестры Кейт.
В мае 2013 года, почти через восемь лет после выхода в 2005 году, трек Dark Blue получил золотой статус.
The Glass Passenger (2007—2009)
Летом 2007 года группа приступила к записи второго альбома. В августе 2007 года МакМахон разместил в своем блоге текст песни Cellular Phone , которую коллектив играла вживую на нескольких концертах в 2007 и 2008 годах. В феврале 2008 года на YouTube были выложены видеоролики двух песен выступлений группы (Caves и Suicide Blonde). МакМахон появился на обложке январского номера издания Alternative Press за 2008 год .
Второй альбом получил название The Glass Passenger и был выпущен 30 сентября 2008 года.
EP Ghost Overground был выпущен для iTunes 5 августа 2008 года. В него вошли два трека со второго альбома (The Resolution и Bloodshot), а также два концертных трека с Everything in Transit.
9 сентября на iTunes был выпущен еще один EP под названием In Valleys.
Осенью 2008 года группа отправилась в большой тур по США в поддержку второго альбома коллектива.
4 октября 2009 года МакМэхон отправился в сольный тур по всей стране. Идея этого турне состояла в том, чтобы повысить осведомленность людей о лейкемии, а также чтобы поддержать выпуск документального фильма Dear Jack, релиз которого состоялся 3 ноября 2009 года.
People and Things (2010—2011)
Весной 2010 года группа приступила к записи третьего полноценного студийного альба. Вокалист Relient K Мэтт Тиссен в интервью LiveDaily заявил, что написал четыре песни для Jack’s Mannequin. Три композиции (Amy, I; People, Running и Platform Fire) вошли в альбом группы.
19 июля 2011 года было объявлено, что альбом под названием People and Things выйдет 4 октября 2011 года. Первым синглом стала композиция My Racing Thoughts, вышедшая 2 августа 2011.
Окончание существования группы (2012—2013)
2 февраля 2012 года МакМэхон объявил об окончании существования группы и ее «выходе на пенсию» . 25 августа 2012 года сайт группы был перенаправлен на andrewmcmahon.com, на котором МакМэхон представил новую музыку под своим именем.
В сентябре 2012 года было объявлено, что Jack’s Mannequin отыграет свое последнее шоу на 3-й ежегодной благотворительной акции Dear Jack 11 ноября в Лос-Анджелесе. Шоу вызвало такой ажиотаж, что было принято решение организовать дополнительное выступление 12 ноября. Оба концерта были сняты для выпуска на DVD.
Тур в честь 10-летия альбома Everything in Transit
30 ноября 2015 года МакМэхон объявил, что коллектив воссоединится для короткого тура под названием Ten Years in Transit, чтобы отметить десятую годовщину выпуска их дебютного альбома.
В этот тур группа отправилась в составе: МакМэхон, Бобби Андерсон, Джей МакМиллан, Майки Вагнер и Зак Кларк в качестве приглашенного музыканта для игры на клавишных.

## Участники группы
Текущие участники:
Эндрю МакМэхон — вокал, пианино, ритм — гитара (2005—2012, 2016)
Бобби Андерсон — гитара, бэк — вокал (2005—2012, 2016)
Майки Вагнер — бас — гитара, бэк-вокал (2010—2012, 2016)
Джей МакМиллан — ударные, перкуссия (2005—2012, 2016)
Бывшие участники:
Джонатан Салливан — бас-гитара (2005—2010)
Приглашенные участники:
Зак Кларк — клавишные (2016)

## Дискография
Студийные альбомы:
Everything in Transit (2005)
The Glass Passenger (2008)
People and Things (2011)
Live & Video альбомы:
Live from the El Rey Theatre (2013)
EP:
Kill the Messenger (2005)
The Free Holiday EP (2006)
The Ghost Overground (2008)
In Valleys (2008)
The Resolution EP (2008)
Live from SoHo EP (2009)
The Dear Jack EP (2009)
Синглы:
Lonely for Her (2005)
The Lights and Buzz (2005)
Meet Me at My Window (2006)
Last Straw, AZ (2006)
Bruised (Remix) (2006)
Bruised (Acoustic) (2007)
God (feat. Mick Fleetwood) (2007)
La La Lie (West Coast Winter version) (2007)
Mr. Tambourine Man (2012)
Wrecking Ball Heart (2012)